# Copa del Mundo de Rugby
La Copa del Mundo de Rugby es la principal competición de selecciones absolutas de rugby de la World Rugby. Existen otras competiciones que también son copas mundiales de rugby: la Copa Mundial Femenina de Rugby y la Copa del Mundo de Rugby 7.
Este acontecimiento deportivo se celebra cada cuatro años desde 1987 en dos fases: una fase de calificación, en la que actualmente participan cerca de 120 selecciones nacionales, y una fase final, en una sede determinada con antelación, en la que toman parte 20 equipos durante un periodo de mes y medio.
El premio es la Copa Webb Ellis, por el nombre del "inventor" del rugby, William Webb Ellis. Los actuales campeones del mundo son los Springboks (Sudáfrica), que ganaron el torneo celebrado entre el 8 de septiembre y el 28 de octubre de 2023 en Francia.
Desde 2011 es el tercer evento deportivo más visto del mundo, sólo superado por la Copa Mundial de Fútbol y los Juegos Olímpicos de Verano.

## Historia

### Antecedentes

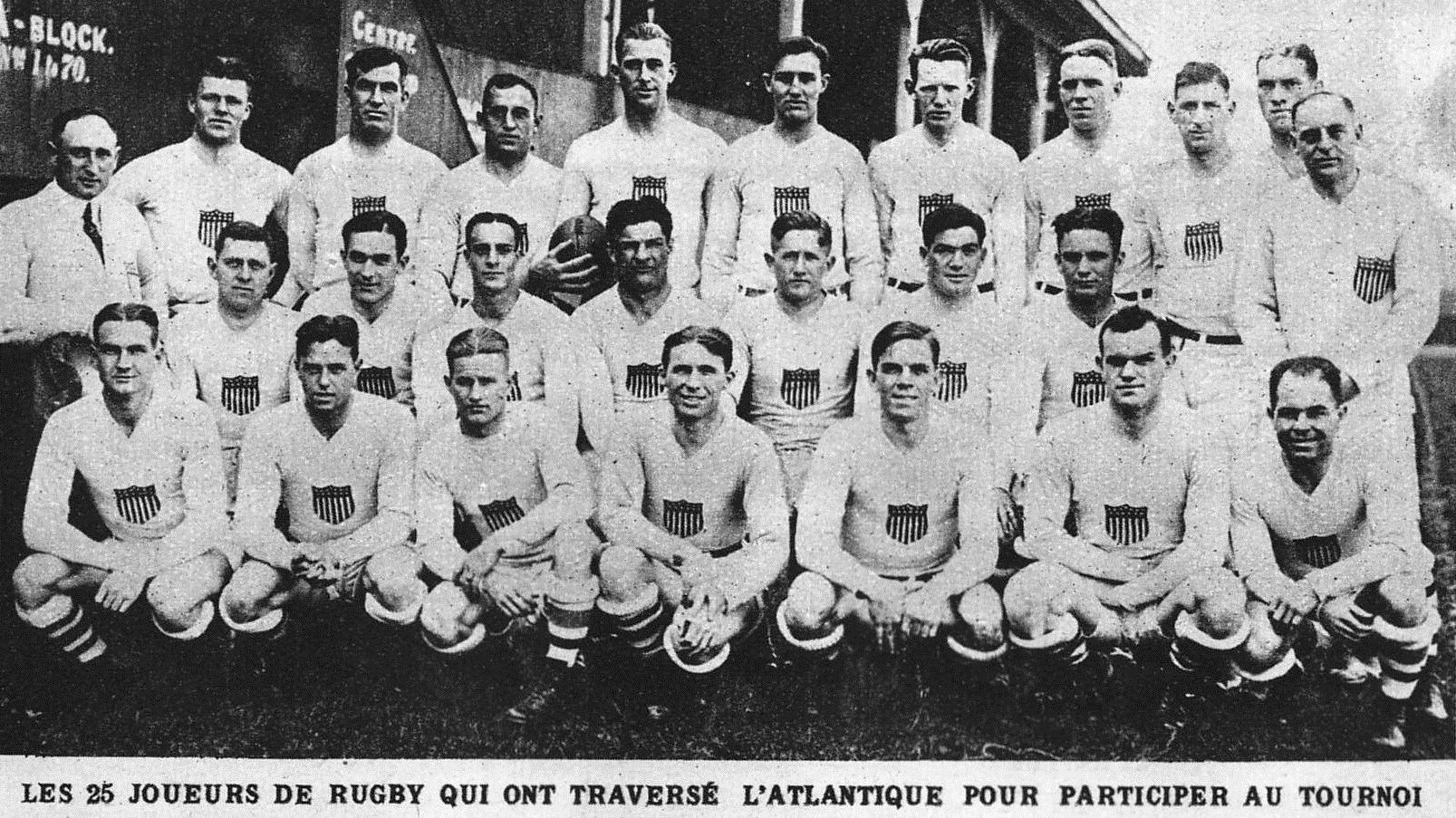
Equipo olímpico de rugby de Estados Unidos, que participó en los Juegos Olímpicos de París 1924 y obtuvo la medalla de oro olímpica.

Con anterioridad a la aparición de la Copa del Mundo de Rugby, ya se disputaban y aún se siguen celebrando, al margen de la Copa del Mundo, torneos internacionales entre selecciones. Uno de los más antiguos e importantes es el Torneo de las Seis Naciones, que se celebra desde 1883, aunque en principio se disputaba únicamente entre los cuatro equipos de las islas británicas (las denominadas Home Nations: Inglaterra, Irlanda, Gales y Escocia). En 1910, Francia se unió al, entonces, Torneo de las Cinco Naciones y ya en el año 2000 lo hizo la selección de Italia.
En el hemisferio sur, el equivalente a esta competición es el Rugby Championship, que se disputa anualmente entre las selecciones de Nueva Zelanda, Sudáfrica, Australia y desde 2012 se integró el seleccionado de Argentina, que ostenta un sitio privilegiado desde la década pasada en competiciones mundiales.
El rugby union se disputó también a nivel internacional en los Juegos Olímpicos en las ediciones de París en el año 1900, Londres en 1908, Amberes en 1920 y de nuevo París en 1924. Francia ganó la medalla de oro en la primera edición, Australasia en la de 1908 y la selección de Estados Unidos en Amberes 1920 y París 1924. El rugby fue eliminado posteriormente del programa olímpico, hasta que en el XIII Congreso del Comité Olímpico Internacional se volvió a aprobar su inclusión en la modalidad de rugby 7 (o seven).
Además de estas competiciones oficiales, el rugby conserva la tradición de la realización de giras de equipos del hemisferio norte contra selecciones del hemisferio sur durante el mes de junio, siendo la principal de ellas la que realizan los Leones Británico-irlandeses desde 1888. Los equipos del hemisferio sur devuelven la visita tradicionalmente durante el mes de noviembre.

### Primeros intentos
La idea de organizar un torneo de rugby a nivel mundial fue propuesta en múltiples ocasiones antes de que la idea se materializase finalmente. En 1947, Alfred Eluère, entonces presidente de la Federación Francesa de Rugby (FFR), expresó la idea de un gran torneo en el que tomaran parte equipos de los dos hemisferios. Esta idea fue rechazada por la International Rugby Board que la calificó como "locura". En la década de los 50, el jugador australiano Harold Tolhurst, también propuso la idea de un campeonato mundial de rugby. De nuevo, a finales de 1970, otro presidente de la FFR, Albert Ferrasse y Bill McLaughin, presidente de la federación australiana retomaron la propuesta. En el caso de McLaughin, presentó la propuesta de un torneo mundial de rugby con motivo de los actos por el bicentenario de Australia. La IRB, sin embargo rechazó cualquier iniciativa de torneo mundial de rugby.

### Origen del torneo
La Copa del Mundo de Rugby se ideó a finales de 1983. La Australian Rugby Union y la New Zealand Rugby Football Union redactaron cada cual por su parte una carta preconizando la creación de una entidad mundial del rugby que organizara el torneo: la Rugby World Cup Limited (RWC Ltd.). En 1985, la IRB decidió que el primer torneo tendría lugar en Nueva Zelanda y Australia dos años más tarde, en 1987, con la participación de 16 selecciones.

### La primera Copa del Mundo y la consagración de los All Blacks
En 1987 se celebra la primera Copa del Mundo de Rugby en Nueva Zelanda y Australia durante los meses de mayo y junio. Los países que compitieron fueron los siete miembros de la World Rugby, y para llenar los nuevos cupos se enviaron invitaciones a las naciones con tradición en el deporte; solo la Unión Soviética rechazó la invitación y se excluyó polémicamente a Samoa. A Sudáfrica se le prohibió participar debido a su política del apartheid.
El torneo fue un éxito, a pesar de que los enlaces de TV vía satélite no estaban bien desarrollados en la región en ese momento, y significó que el público en Europa no pudo ver los partidos en vivo. Los siete miembros tradicionales de la WR resultaron ser demasiado fuertes para el resto de los equipos, y los All Blacks, que dominaron todo el torneo, se consagraron campeones al vencer a Francia por 29 a 9.

### David Campese y el primer Mundial en Europa
En 1991 se decidió que la Copa fuera organizada principalmente por Inglaterra, pero que se realizaran partidos en el resto del Reino Unido, Francia e Irlanda. Por primera vez el torneo fue visto como un importante evento deportivo mundial y terminó siendo el más grande del año. Fue el primero al que se clasificó por eliminatorias y el último en el que la participación de Sudáfrica estuvo prohibida. La reina Isabel II presenció la final del torneo y entregó la Copa Webb Ellis.
Deportivamente; Canadá llegó sorprendentemente a cuartos de final, Escocia obtuvo el cuarto puesto y Australia venció en el Twickenham Stadium a los locales, Inglaterra, por 6 a 12. David Campese fue elegido mejor jugador del torneo, marcó seis tries y dio la mejor asistencia en la historia de la Copa Mundial a Tim Horan en semifinales enfrentando a los All Blacks.

### El fin de una era, Mandela y la nueva Sudáfrica
En 1995 una vez reincorporada Sudáfrica se decidió que organizaría la Copa. El país se encontraba en transición, tras el derrumbe del apartheid y la llegada de Nelson Mandela a la presidencia del país en mayo de 1994. Mandela dio todo su apoyo a su selección, que en aquel momento solo contaban con un jugador de raza negra, sin embargo los Springboks, como se le conoce al plantel sudafricano, fueron vistos como representantes de toda Sudáfrica, despertando un fuerte nacionalismo en los sudafricanos, a medida que el equipo avanzaba en el torneo. Esto fue plasmado en la película de Clint Eastwood; Invictus, que mostraba precisamente el padrinazgo político que marcó dicho evento en la cumbre del gobierno de Mandela por sus políticas de la nueva Sudáfrica.
Fue el último torneo amateur y el primero donde se jugó un tiempo extra. Se caracterizó además por las grandes estrellas que lo disputaron como Jonah Lomu, George Gregan, Andrew Mehrtens, van der Westhuizen y François Pienaar entre otros. La selección local llegó a la final donde debió enfrentar a Nueva Zelanda, el mejor equipo del torneo; con las apuestas 2-1 abajo y luego de forzar el tiempo extra, los tres puntos del drop de Joel Stransky dieron la agónica victoria por 15 a 12.

### Los Wallabies coronan el dominio del hemisferio sur
En 1999 la Copa se organizó en Gales, pero al igual que en 1991, se jugaron partidos en el resto del Reino Unido, Francia e Irlanda. Fue el primer torneo en la era del profesionalismo, el último del siglo XX, el primero con 20 equipos y también fue el peor deportivamente organizado; solo cuatro países clasificaron automáticamente y se incluyó una etapa de play-offs para llegar a cuartos.
Deportivamente; Jannie de Beer obtuvo el récord de 5 drops en un partido, Stephen Larkham marcó un drop a 45 metros y se consagró un equipo que clasificó al Mundial desde eliminatorias. Luego de partidos memorables en semifinales con victorias de Francia ante Nueva Zelanda y Australia contra Sudáfrica, los Wallabies australianos obtuvieron por segunda vez la Copa Webb Ellis al ganarle a Les Bleus de Francia en la final por 35 a 12, demostrando la superiodidad del hemisferio sur en el deporte.

### Jonny Wilkinson y el primer triunfo del hemisferio norte

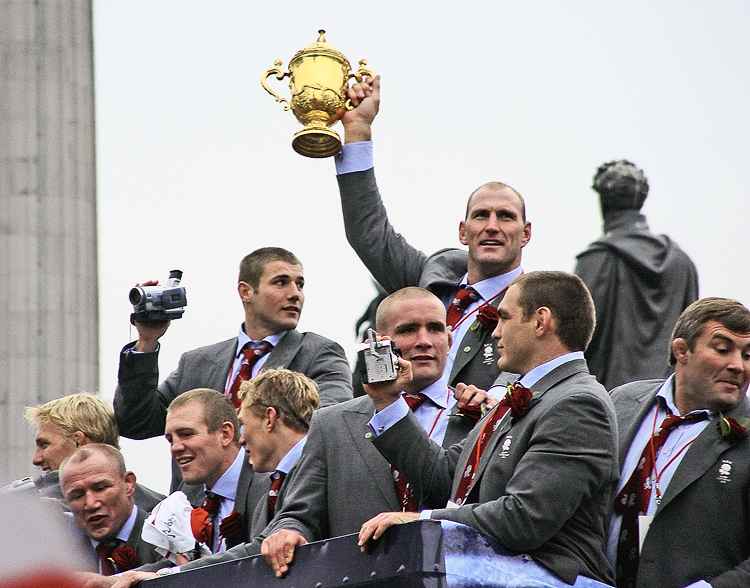
Inglaterra celebra su título de campeón del mundo de rugby por las calles de Londres.

En 2003 la Copa fue organizada en Australia, se esperaba que Nueva Zelanda coorganizara el torneo, pero debido a que no se concretaron las negociaciones sobre publicidad con la NZRU, Syd Millar rechazó la propuesta. Se estableció el formato actual y el torneo fue el de mayor éxito económico hasta ese momento.
Es considerado el más competitivo deportivamente hablando; Australia mostraba un gran nivel y se creía que obtendría su tercer título, pero del otro hemisferio venía Inglaterra, conocida como el XV de la Rosa, que había logrado el Grand Slam en Europa y se decía que estaba compuesto por la mejor camada de la historia del país. Por otra parte Francia, Nueva Zelanda, Irlanda, Sudáfrica y Gales no se quedaban atrás con el nivel con el que llegaban. Durante todo el torneo se destacó la gran actuación del apertura inglés Jonny Wilkinson.
En la final se encontraron australianos e ingleses, luego de un partido cerrado con empate 17-17, se definió en muerte súbita a través del drop de Wilkinson y consagró a Inglaterra campeona del Mundo.

### Los Pumas y el retorno de losSpringboks

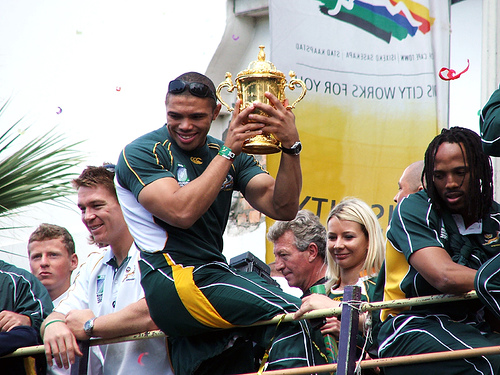
Bryan Habana sostiene la Copa Webb Ellis durante las celebraciones por la consecución del título en 2007.

En 2007 la Copa se celebró en Francia con algunos partidos en Escocia. Fue el de mayor éxito económico, al menos, hasta que se disputó el Mundial de Inglaterra 2015 y superó las marcas de audiencia y espectadores de todas las Copas Mundiales de Fútbol anteriores a México 1986.
El Torneo vio caer a los All Blacks en cuartos de final (siendo su peor participación), los Pumas (nombre con que se conoce a Argentina) sorprendieron al mundo del rugby en esta ocasión y se vio el resurgir de Sudáfrica. Los Springboks se consagraron campeones por segunda vez en su historia luego de derrotar a Inglaterra en la final. La selección de Argentina obtuvo su mejor resultado histórico, al derrotar a Francia e Irlanda en la fase de grupos, superar a Escocia en cuartos de final, perder ante Sudáfrica en semifinales y vencer nuevamente a Francia en el partido por el tercer puesto.

### Regreso a Nueva Zelanda
En 2011 la Copa del Mundo de Rugby se celebró en Nueva Zelanda por segunda vez, tras la primera edición en 1987 (que compartió con Australia). El torneo se caracterizó por la polarización de los hemisferios norte y sur durante la fase final, que deparó una final y partido por el tercer puesto idénticos a los de la primera edición de 1987, y al igual que entonces, Nueva Zelanda derrotó a Francia, con un más que agónico marcador de 8 a 7 en la final disputada en el Eden Park de Auckland. Nueva Zelanda se veía seriamente comprometido y obligado a ganar ese campeonato después de ser eliminado de casi todas las ediciones anteriores pese a ser el favorito de todos los torneos. De las tres superpotencias del hemisferio sur, fue la última en lograr un segundo título.

### LosAll Blacksy su primer bicampeonato
Después de 24 años, Inglaterra volvería a ser la principal sede del Mundial, teniendo algunos partidos en Gales. Esta edición, vio varias sorpresas, como el sorprendente nivel demostrado por Japón en la fase de grupos, derrotando a Sudáfrica en su primer partido y mostrándose como una selección fuerte y digna de pasar a la siguiente fase, pese a no haberlo conseguido; y la eliminación temprana de los locales tras no haber logrado la clasificación a cuartos de final.
La polarización de los hemisferios norte y sur se repetirían como en la edición pasado, con la diferencia de que por primera vez en la historia, todas las selecciones de un hemisferio (en este caso, las selecciones clasificadas del hemisferio sur) llegasen a semifinales. El partido del tercer puesto, Sudáfrica, con un dudoso nivel demostrado en la fase de grupos, derrotó a Argentina, y pese a su victoria, el rendimiento aún quedó cuestionado. En la final, disputado en el Twickenham Stadium, enfrentó a Nueva Zelanda y Australia, partido que terminó 34-17 a favor de los neozelandeses, cuya consagración les permitió ser el primer campeón en lograr retener el título, demostrando su supremacia en este deporte.

### Fin de la hegemonía neozelandesa

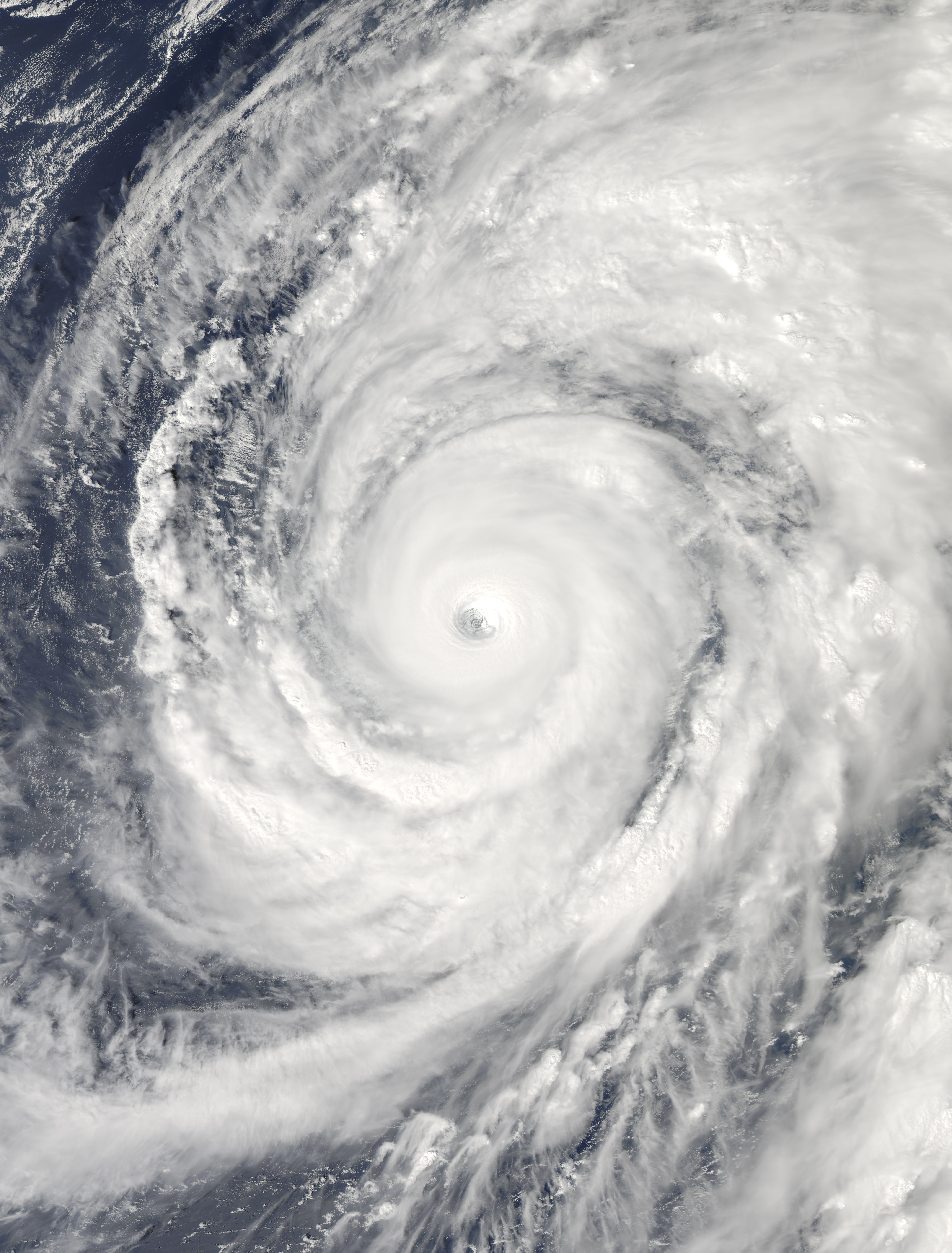
el tifón Hagibis provocó por primera vez suspender varios partidos en la edición del 2019.

En la reunión extraordinaria de la International Rugby Board celebrada en Dublín el 28 de julio de 2009 se anunciaron las sedes para las ediciones de 2015 y 2019. En 2019, fue Japón el país organizador del evento, que se disputó entre el 20 de septiembre y el 2 de noviembre de dicho año, también por primera vez se jugó en el continente asiático y sin ningún partido dentro de algún país de la Mancomunidad de Naciones.
Japón mostró otra vez un buen nivel hasta alcanzar los cuartos de final por primera vez, otra sorpresa también por parte de los nipones fue vencer a Irlanda, favorita a finalista, y también a Escocia. Las semifinales terminaron con marcar una igualdad entre ambos hemisferios, pues ambos llevaron dos semifinalistas: All Blacks y Springboks por el sur e Inglaterra y Gales por el norte.
En la final, Sudáfrica lograría por primera vez un try para luego conseguir el segundo, derrotando así a Inglaterra.

## Formato

### Clasificación
El torneo inaugural de la Copa del Mundo de Rugby 1987 fue por invitación, en donde participaron 16 selecciones nacionales. Para el torneo de 1991, se introdujeron las series de clasificación en que 32 selecciones disputaron ocho cupos en el torneo para complementar con los ocho cuartofinalistas del torneo anterior.
Desde 1999, el torneo cuenta con 20 selecciones. A partir del mundial del 2007, obtienen su clasificación los equipos que finalicen entre los primeros tres de cada grupo, por lo que 12 selecciones se clasifican automáticamente para el próximo mundial.
Siete cupos adicionales se definen por torneos clasificatorios continentales, de modo que Europa tenga ocho equipos, Oceanía cinco, América tres, África dos, y Asia uno. El último cupo se define en un repechaje intercontinental.

### El Torneo
Los 20 seleccionados nacionales que clasifican para el campeonato están divididos en cuatro grupos de cinco. Cada grupo disputa un formato de todos contra todos y las dos selecciones que obtienen más puntos clasifican para la siguiente etapa, que se juega con la modalidad de eliminación directa.
Esta fase consiste en una etapa de cuartos de final, una de semifinales y una final. En los cuartos de final, el ganador de un grupo juega contra el segundo de otro grupo. El ganador de cada cuarto de final van a las semifinales. Los ganadores de las semifinales van a la final mientras que los perdedores disputan un partido para determinar el tercer lugar del torneo.

## Impacto
En el 2011, la Copa Mundial de Rugby se convirtió en el tercer evento más visto del planeta, con 4 mil millones de espectadores, detrás de los 5 mil millones de los Juegos Olímpicos y los 26 mil millones del Mundial de Fútbol.
| Edición | Televisión (miles de millones) | Estadios (millones) |
| ------- | ------------------------------ | ------------------- |
| 1987    | 0,30                           | 0,6                 |
| 1991    | 1,75                           | 1,0                 |
| 1995    | 2,67                           | 1,0                 |
| 1999    | 3,10                           | 1,75                |
| 2003    | 3,40                           | 1,8                 |
| 2007    | 4,20                           | 2,24                |
| 2011    | 4,00                           | 1,47                |
| 2015    | 4,79                           | 2,47                |
| 2019    | 5,01                           | 1,69                |

### Cobertura televisiva
La final del torneo de 2003 se retransmitió en 205 países. El número de espectadores acumulados aumenta de una edición a otra, con un espectacular crecimiento entre las cuatro primeras ediciones, de 300 millones en 1987 a 2.670 millones de espectadores en 1995. La tasa de crecimiento disminuyó hasta la celebración del torneo de 2003, cuando el número de espectadores alcanzó los 3.400 millones de personas.
El triunfo sudafricano sobre Inglaterra en Japón fue la final más vista de Rugby World Cup, con una audiencia promedio de 44,9 millones de espectadores.

### Presencia en los estadios

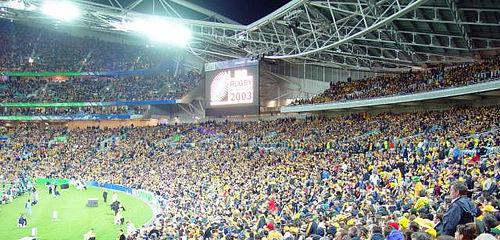
Imagen del Telstra Stadium de Sídney durante el partido de apertura de la edición de 2003.

La edición de 2003 atrajo un total de 1.837.547 espectadores en los 48 encuentros disputados, y en la edición de 2007, la tasa de ocupación de los estadios fue superior al 95%. El crecimiento desde 1987 es menos marcado que el del número de telespectadores, hecho relacionado principalmente con el aumento del número de partidos disputados. La afluencia media a los estadios durante la Copa del Mundo, es una de las más importantes registradas para una competencia deportiva internacional. En 2003, el número medio de espectadores en los estadios fue de 38.282, número superior al de las ediciones de 1991 y 1995 cuando la asistencia media fue de 31.250 e inferior a la asistencia media a la edición de 1999 cuando 42.683 personas acudían, de media, a presenciar cada partido. La primera edición fue la que menor asistencia media obtuvo, con solo 18.750 espectadores por partido.
El mayor número de espectadores que presenciaron una final de la Copa del Mundo fue de 82.957, durante el partido entre Australia e Inglaterra disputado en el Telstra Stadium de Sídney (Australia).

### Turismo
Un estudio realizado por encargo del gobierno de Australia reflejó que, con motivo de la Copa Mundial de Rugby de 2003 visitaron el país 65.000 personas. Mientras que en la edición de 2007, el beneficio en el ámbito turístico en Francia generó unos ingresos en el ámbito hotelero de entre 100 y 150 millones de euros, y en el torneo de 2011 se esperan unos ingresos de 280 millones de NZ$ solo en concepto de venta de entradas y alrededor de 700 millones de NZ$ en beneficios relacionados con el turismo, esperándose la llegada al país de 100.000 turistas.

## Repercusión

### Aspecto económico
| Edición | Presupuesto (Mill. £) | Beneficios (Mill. £) |
| ------- | --------------------- | -------------------- |
| 1987    | 3,3                   | 1,0                  |
| 1991    | 23,6                  | 4,1                  |
| 1995    | 30,3                  | 17,6                 |
| 1999    | 70,0                  | 47,3                 |
| 2003    | 81,8                  | 64,3                 |

El presupuesto y los beneficios generados por la Copa del Mundo de Rugby han ido en aumento con cada edición, tal como se muestra en la tabla de la derecha. Los valores están expresados en libras esterlinas; en la edición de 2003, el presupuesto comercial ascendió a 81,8 millones de libras, lo que representa unos 118 millones de euros.
La edición de 1999 estuvo marcada en el aspecto económico por la construcción, en sustitución del estadio nacional Cardiff Arms Park, del Millennium Stadium de Cardiff, con una capacidad para 74.500 espectadores, y con un coste de 126 millones de libras (alrededor de 190 millones de euros). La financiación procedió de inversión privada, fondos públicos (46 millones de libres), préstamos y la propia venta de entradas a los partidos. La construcción del estadio generó 1200 empleos durante dos años y el funcionamiento del complejo deportivo ha creado 1600 empleos de forma permanente en la región.

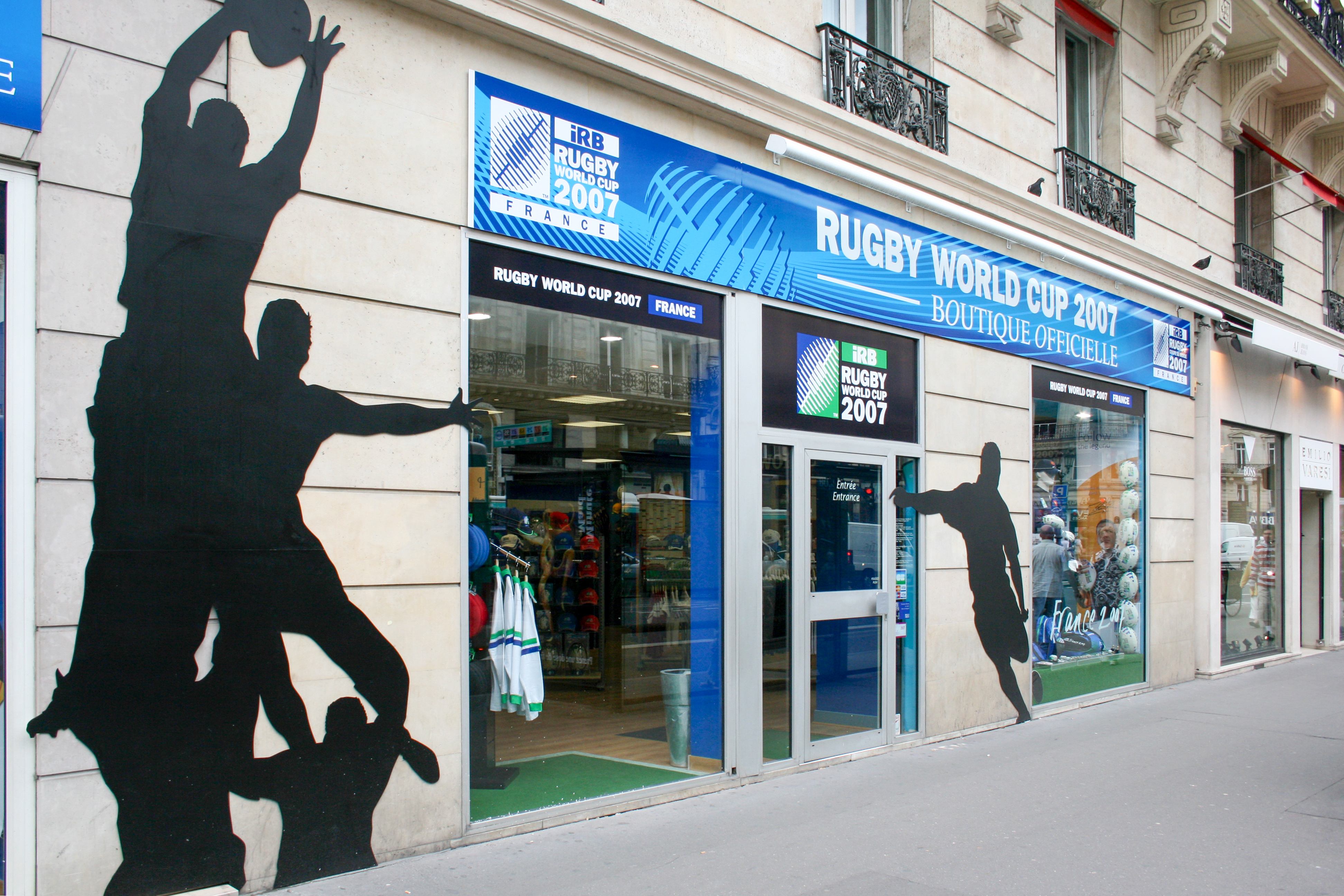
Tienda oficial de la Copa del Mundo de Rugby 2007 en París. La federación francesa previó un beneficio en concepto de marketing y televisión de 70 millones de euros.

La popularidad del torneo ha aumentado constantemente desde su creación en 1987 y en consecuencia, su influencia sobre la economía del país anfitrión. En la edición de 2003, celebrada en Australia la International Rugby Board generó un beneficio de 97,4 millones de dólares: los derechos de difusión televisva ascendieron a 56,5 millones y los de marketing a 40,9 millones. La Federación Australiana de Rugby registró un beneficio neto del orden de 22 millones de euros. Los organizadores han generado un benficio de 150 millones de dólares. Según un estudio elaborado por el gobierno australiano, la Copa del Mundo de Rugby ha generado 494 millones de dólares en concepto de ventas en Australia sobre un valor añadido de 251 millones. Se crearon 4.476 empleos a jornada completa o parcial.
Para la copa del Mundo de 2007 que se organizó en Francia, la Federación Francesa de Rugby (FFR) predijo la venta de dos millones y medio de entradas para los eventos, que generarían unos ingresos de 180 millones de euros, 70 millones en concepto de derechos televisivos y de marketing para la Rugby World Cup Ldt. y 5,5 millones de beneficio para la federación francesa.
El presupuesto de las ediciones futuras viene determinado por la creciente popularidad del evento. El gobierno neozelandés prevé que la organización de la edición de 2011 generará un beneficio de 408 millones de dólares neozelandeses (alrededor de 200 millones de euros) para la economía del país y 90 millones en concepto de impuestos (alrededor de 45 millones de euros).

### Aspecto político
La celebración de la Copa del Mundo de Rugby ha tenido también influencia en terrenos extradeportivos dentro del país anfitrión, por ejemplo, en el plano sociológico y político. La edición de 1995 fue el primer evento internacional de grandes dimensiones organizado por Sudáfrica tras el apartheid. La misma se celebró apenas un año después de las primeras elecciones celebradas bajo sufragio universal de todos los habitantes del país con independencia de su origen étnico y que resultó con la elección de Nelson Mandela como presidente. Es plenamente reconocido que la exitosa organización de la Copa del Mundo en Sudáfrica contribuyó al proceso de reconciliación nacional, iniciado por la administración del presidente Mandela.

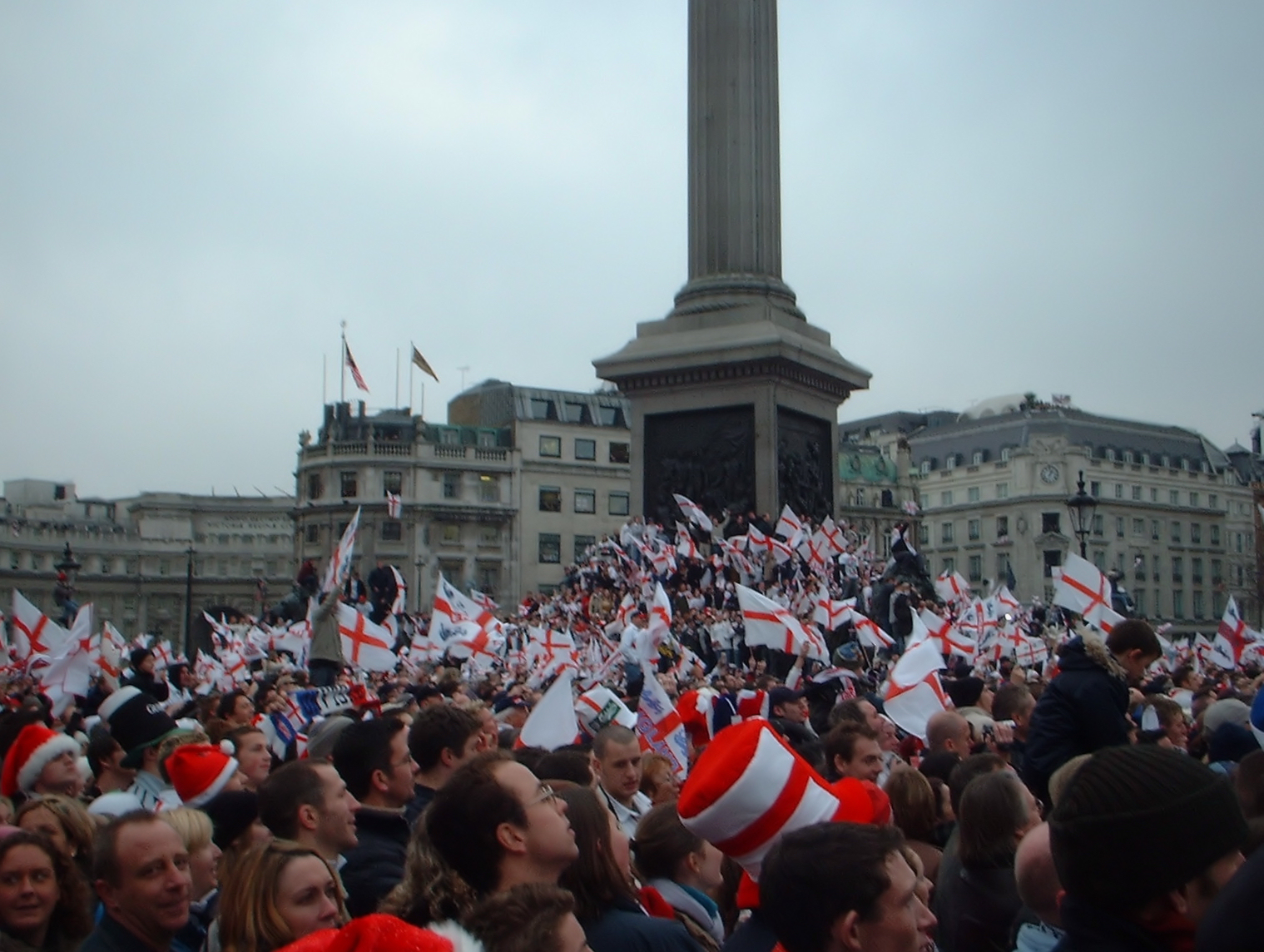
Celebración en Trafalgar Square con motivo de la victoria de la selección de rugby de Inglaterra en la Copa Mundial de Rugby de 2003, la primera para una selección del hemisferio norte.

 Hasta la celebración de este evento en Sudáfrica, el rugby se asoció como un elemento de la represión del apartheid y el rugby era practicado por personas de raza blanca. A partir de entonces, el rugby comenzó a extenderse por la población negra, de la que proceden destacados jugadores como Bryan Habana, JP Pietersen o el seleccionador nacional Peter de Villiers.

### Repercusión en el mundo delrugby
La celebración de la Copa del Mundo de Rugby ha permitido la difusión y popularización del rugby en el mundo, junto con los beneficios económicos que la organización del torneo aporta a las federaciones organizadoras. El torneo ha incrementado los choques entre las mejores selecciones de los hemisferios norte y sur; durante las veinte temporadas que precedieron a la celebración de la primera edición, Australia y Nueva Zelanda disputaron un total de 44 partidos contra Inglaterra, mientras que durante los veinte años siguientes disputaron 75 encuentros. El torneo ha dado pie además a la posibilidad de que equipos del segundo escalón del rugby internacional puedan disputar partidos contra equipos más potentes durante los partidos de preparación o durante el propio torneo: por ejemplo entre 1967 y 1986, la selección de Italia se enfrentó cuatro veces contra Inglaterra, Francia, Nueva Zelanda y Australia. Esta cifra ha pasado a 37 encuentros entre 1987 y 2006. En el caso de la selección de Argentina, el número de partidos disputados contra estos equipos aumentó de 20 a 51. Este hecho ha contribuido, sin duda, a mejorar el nivel del rugby en países con menor tradición en este deporte.
En términos de infraestructura deportiva, el hecho de organizar la Copa del Mundo de Rugby permite a un país la ocasión de construir nuevos estadios y de mejora de los ya existente. A modo de ejemplo, el Millennium Stadium de Cardiff fue construido con motivo de la organización de la copa del Mundo de 1999 y, con capacidad para 74.500 espectadores, se ha convertido en uno de los más grandes del Reino Unido.

## Organización

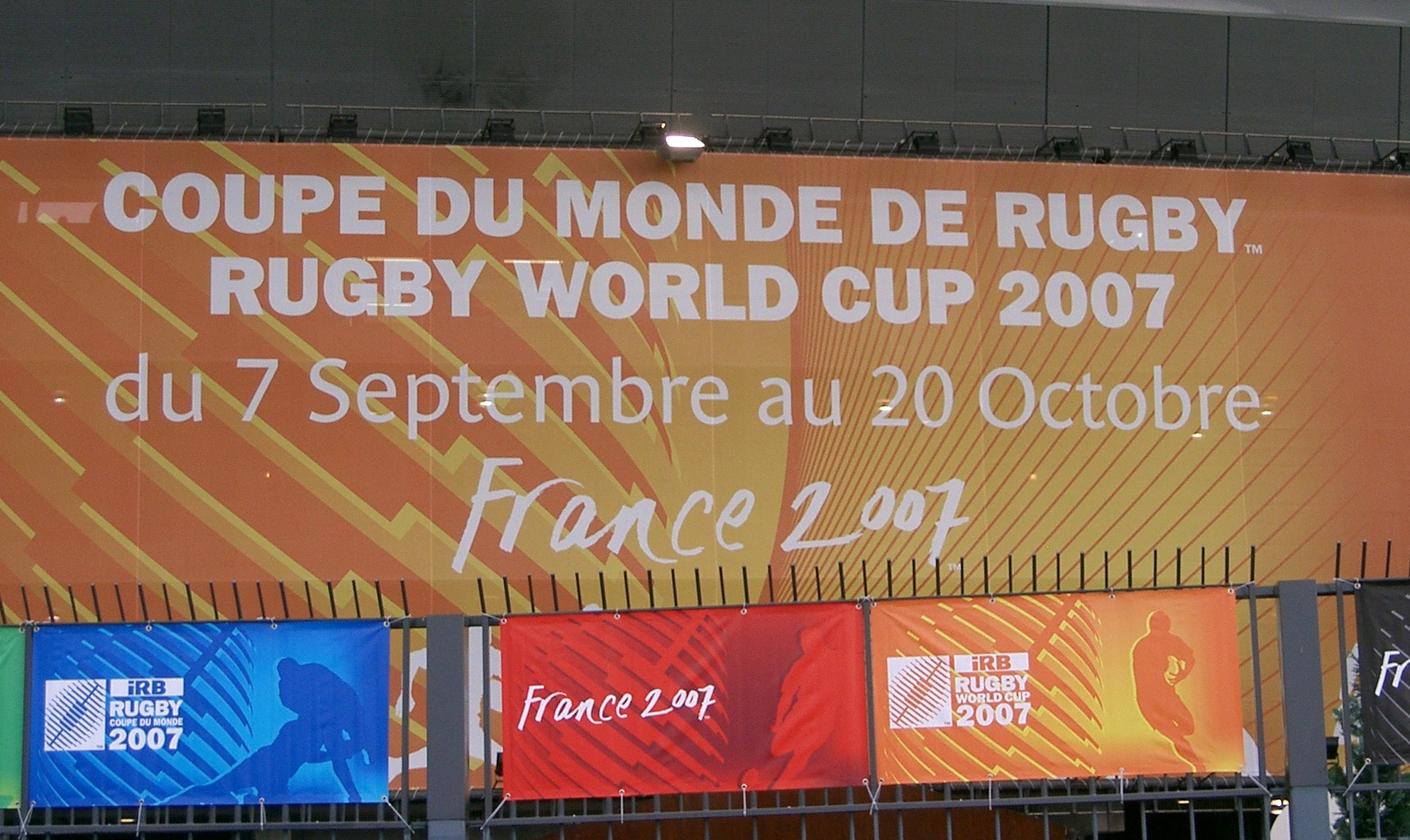
Exterior del Stade de France durante la Copa Mundial de Rugby de 2007.

La Copa del Mundo de Rugby se celebra cada cuatro años desde 1987. La Rugby World Cup Limited (RWC Ltd.) es la entidad encargada de supervisar la organización de todos los aspectos del torneo: deportivo, reglamentario, comercial y financiero. La entidad está dirigida por cinco directores designados por el consejo de la International Rugby Board.
La elección de la sede de la copa del Mundo se realiza al menos cuatro años antes de la celebración del torneo, mediante el voto secreto de los miembros del consejo de la IRB.
Desde su creación, todas las ediciones se han celebrado en países con una gran tradición rugbística: Nueva Zelanda y Australia (1987), Inglaterra (1991 y 2015), Sudáfrica (1995), País de Gales (1999), Australia (2003), Francia (2007 y 2023) y Nueva Zelanda (2011). Por el contrario, en 2019 el torneo se celebró por primera vez en un país asiático, Japón, con cierto desarrollo histórico en el mundo del rugby, pero con un nivel en franca progresión.

## El trofeo

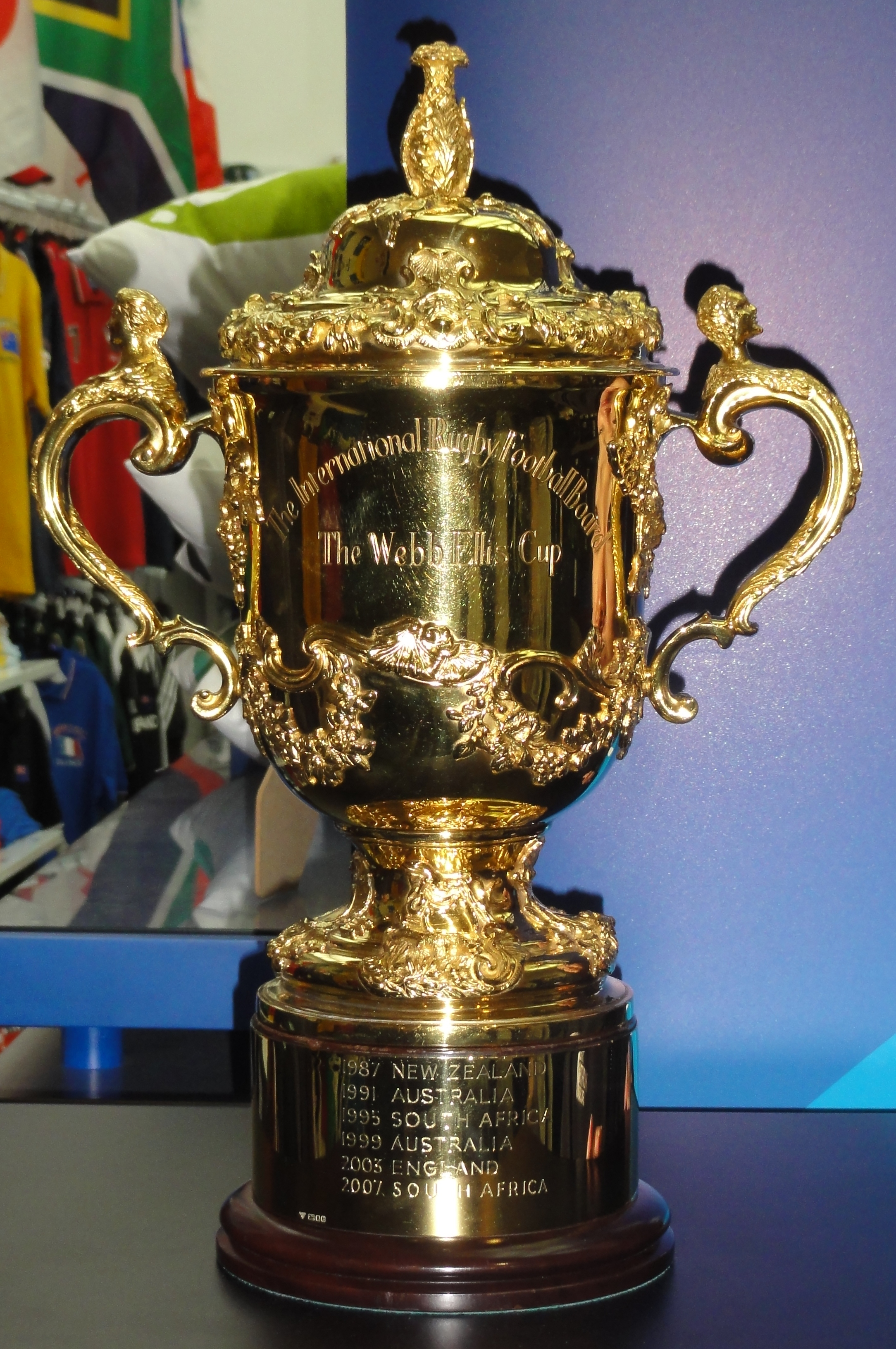
La Copa Webb Ellis.

Al ganador se le otorga la Copa Webb Ellis o Copa del Mundo de Rugby. Lleva el nombre de William Webb Ellis, el que según la leyenda es considerado creador del rugby moderno. Coloquialmente se le llama Bill en referencia a William Webb Ellis. El trofeo mide 38 centímetros de alto y está realizado en plata bañada en oro. Sobre una de sus asas se encuentra la cabeza de un sátiro mientras que sobre la otra se encuentra la cabeza de una ninfa. En la parte frontal del trofeo se encuentran las palabras International Rugby Board seguidas de la inscripción The Webb Ellis Cup.

## Himno
Para la edición de 1991 la International Rugby Board encargó la composición de una canción temática para la competencia. La letra fue escrita por Charlie Skarbek y la música es el tema principal de la sección central de «Júpiter, el portador de la Alegría», un movimiento de The Planets de Gustav Holst.
Desde 1991, «World in Union» se ha interpretado, por diferentes vocalistas, en cada una de las ceremonias de inauguración del torneo y se han grabado múltiples versiones interpretadas por diversos artistas, e incluso, fue utilizada para la banda sonora de la película Invictus, en este caso, interpretada por Overtone con Yollandi Nortjie.

## Resultados y estadísticas

### Campeonatos
| Año           | Sede                           |               | Campeón | Final Resultado | Subcampeón    |         | Tercer lugar  | Resultado | Cuarto lugar |
| 1987 Detalles | Australia y Nueva Zelanda      | Nueva Zelanda | 29 - 9  | Francia         | Gales         | 22 - 21 | Australia     |           |              |
| 1991 Detalles | Reino Unido, Irlanda y Francia | Australia     | 12 - 6  | Inglaterra      | Nueva Zelanda | 13 - 6  | Escocia       |           |              |
| 1995 Detalles | Sudáfrica                      | Sudáfrica     | 15 - 12 | Nueva Zelanda   | Francia       | 19 - 9  | Inglaterra    |           |              |
| 1999 Detalles | Reino Unido, Irlanda y Francia | Australia     | 35 - 12 | Francia         | Sudáfrica     | 22 - 18 | Nueva Zelanda |           |              |
| 2003 Detalles | Australia                      | Inglaterra    | 20 - 17 | Australia       | Nueva Zelanda | 40 - 13 | Francia       |           |              |
| 2007 Detalles | Francia, Gales y Escocia       | Sudáfrica     | 15 - 6  | Inglaterra      | Argentina     | 34 - 10 | Francia       |           |              |
| 2011 Detalles | Nueva Zelanda                  | Nueva Zelanda | 8 - 7   | Francia         | Australia     | 21 - 18 | Gales         |           |              |
| 2015 Detalles | Inglaterra y Gales             | Nueva Zelanda | 34 - 17 | Australia       | Sudáfrica     | 24 - 13 | Argentina     |           |              |
| 2019 Detalles | Japón                          | Sudáfrica     | 32 - 12 | Inglaterra      | Nueva Zelanda | 40 - 17 | Gales         |           |              |
| 2023 Detalles | Francia                        | Sudáfrica     | 12 - 11 | Nueva Zelanda   | Inglaterra    | 26 - 23 | Argentina     |           |              |
| 2027 Detalles | Australia                      |               | -       |                 |               | -       |               |           |              |
| 2031 Detalles | Estados Unidos                 |               | -       |                 |               | -       |               |           |              |

### Equipos
A pesar de que el sistema de clasificación permite la participación de equipos de todos los continentes, el palmarés de la Copa del Mundo de Rugby está, hasta ahora, dominado por cuatro equipos, tres del hemisferio sur (1 de África  y 2 de Oceanía) y uno del hemisferio norte (Europa): Sudáfrica, Nueva Zelanda, Australia,  e Inglaterra. Estos son, junto a Francia, los únicos equipos que han logrado alcanzar la final de la Copa del Mundo.
Otros tres equipos han alcanzado las semifinales del torneo: Gales en 1987, 2011 y 2019 ; Argentina en 2007, 2015 y 2023 ; y Escocia en 1991.
La Copa Mundial de Rugby de 2015 presentó la particularidad de que los primeros cuatro puestos fueron ocupados por las potencias del hemisferio Sur: Argentina, Australia, Nueva Zelanda y Sudáfrica. Los cuatro países son en la actualidad integrantes de Sanzaar (South African, New Zealand, Australia and Argentina Rugby), el consorcio formado por las federaciones de rugby XV de estos países que disputan anualmente el torneo The Rugby Championship.

### Palmarés
| Equipo        | Campeón                    | Subcampeón           | Tercer puesto        |
| ------------- | -------------------------- | -------------------- | -------------------- |
| Sudáfrica     | 4 (1995, 2007, 2019, 2023) | -                    | 2 (1999, 2015)       |
| Nueva Zelanda | 3 (1987, 2011, 2015)       | 2 (1995, 2023)       | 3 (1991, 2003, 2019) |
| Australia     | 2 (1991, 1999)             | 2 (2003, 2015)       | 1 (2011)             |
| Inglaterra    | 1 (2003)                   | 3 (1991, 2007, 2019) | 1 (2023)             |
| Francia       | -                          | 3 (1987, 1999, 2011) | 1 (1995)             |
| Gales         | -                          | -                    | 1 (1987)             |
| Argentina     | -                          | -                    | 1 (2007)             |

### Balance por selecciones
| Selección       | 1987     | 1991     | 1995     | 1999     | 2003     | 2007     | 2011     | 2015     | 2019     | 2023     | 2027 |
| --------------- | -------- | -------- | -------- | -------- | -------- | -------- | -------- | -------- | -------- | -------- | ---- |
| Sudáfrica       | -        | -        | 1.°      | 3.º      | CF       | 1.°      | CF       | 3.º      | 1.°      | 1.°      | C    |
| Nueva Zelanda   | 1.°      | 3.º      | 2.º      | 4.º      | 3.º      | CF       | 1.°      | 1.°      | 3.º      | 2.º      | C    |
| Australia       | 4.º      | 1.°      | CF       | 1.°      | 2.º      | CF       | 3.º      | 2.º      | CF       | 1.ª fase | C    |
| Inglaterra      | CF       | 2.º      | 4.º      | CF       | 1.°      | 2.º      | CF       | 1.ª fase | 2.º      | 3.º      | C    |
| Francia         | 2.º      | CF       | 3.º      | 2.º      | 4.º      | 4.º      | 2.º      | CF       | CF       | CF       | C    |
| Gales           | 3.º      | 1.ª fase | 1.ª fase | CF       | CF       | 1.ª fase | 4.º      | CF       | 4.º      | CF       | C    |
| Argentina       | 1.ª fase | 1.ª fase | 1.ª fase | CF       | 1.ª fase | 3.º      | CF       | 4.º      | 1.ª fase | 4.º      | C    |
| Escocia         | CF       | 4.º      | CF       | CF       | CF       | CF       | 1.ª fase | CF       | 1.ª fase | 1.ª fase | C    |
| Irlanda         | CF       | CF       | CF       | 1.ª fase | CF       | 1.ª fase | CF       | CF       | CF       | CF       | C    |
| Fiyi            | CF       | 1.ª fase | -        | 1.ª fase | 1.ª fase | CF       | 1.ª fase | 1.ª fase | 1.ª fase | CF       | C    |
| Samoa           | -        | CF       | CF       | 1.ª fase | 1.ª fase | 1.ª fase | 1.ª fase | 1.ª fase | 1.ª fase | 1.ª fase |      |
| Japón           | 1.ª fase | 1.ª fase | 1.ª fase | 1.ª fase | 1.ª fase | 1.ª fase | 1.ª fase | 1.ª fase | CF       | 1.ª fase | C    |
| Canadá          | 1.ª fase | CF       | 1.ª fase | 1.ª fase | 1.ª fase | 1.ª fase | 1.ª fase | 1.ª fase | 1.ª fase | -        |      |
| Italia          | 1.ª fase | 1.ª fase | 1.ª fase | 1.ª fase | 1.ª fase | 1.ª fase | 1.ª fase | 1.ª fase | 1.ª fase | 1.ª fase | C    |
| Rumania         | 1.ª fase | 1.ª fase | 1.ª fase | 1.ª fase | 1.ª fase | 1.ª fase | 1.ª fase | 1.ª fase | -        | 1.ª fase | C    |
| Tonga           | 1.ª fase | -        | 1.ª fase | 1.ª fase | 1.ª fase | 1.ª fase | 1.ª fase | 1.ª fase | 1.ª fase | 1.ª fase |      |
| Estados Unidos  | 1.ª fase | 1.ª fase | -        | 1.ª fase | 1.ª fase | 1.ª fase | 1.ª fase | 1.ª fase | 1.ª fase | -        |      |
| Namibia         | -        | -        | -        | 1.ª fase | 1.ª fase | 1.ª fase | 1.ª fase | 1.ª fase | 1.ª fase | 1.ª fase |      |
| Georgia         | -        | -        | -        | -        | 1.ª fase | 1.ª fase | 1.ª fase | 1.ª fase | 1.ª fase | 1.ª fase | C    |
| Uruguay         | -        | -        | -        | 1.ª fase | 1.ª fase | -        | -        | 1.ª fase | 1.ª fase | 1.ª fase |      |
| Rusia           | -        | -        | -        | -        | -        | -        | 1.ª fase | -        | 1.ª fase | -        |      |
| Zimbabue        | 1.ª fase | 1.ª fase | -        | -        | -        | -        | -        | -        | -        | -        | C    |
| Portugal        | -        | -        | -        | -        | -        | 1.ª fase | -        | -        | -        | 1.ª fase | C    |
| Costa de Marfil | -        | -        | 1.ª fase | -        | -        | -        | -        | -        | -        | -        |      |
| España          | -        | -        | -        | 1.ª fase | -        | -        | -        | -        | -        | -        | C    |
| Chile           | -        | -        | -        | -        | -        | -        | -        | -        | -        | 1.ª fase |      |
| Hong Kong       | -        | -        | -        | -        | -        | -        | -        | -        | -        | -        | C    |

### Estadísticas históricas por selección[38]
| Equipo          | Puntos Anotados | Trys | Conversiones | % de conversiones | Penales | Tarjetas Amarillas | Tarjetas rojas | Partidos | Drops | Try penal |
| --------------- | --------------- | ---- | ------------ | ----------------- | ------- | ------------------ | -------------- | -------- | ----- | --------- |
| Nueva Zelanda   | 2888            | 396  | 289          | 73,16%            | 120     | 17                 | 2              | 63       | 10    | 1         |
| Australia       | 1887            | 241  | 169          | 70,12%            | 121     | 12                 | 1              | 57       | 8     | 0         |
| Francia         | 1823            | 213  | 157          | 74,06%            | 152     | 10                 | 1              | 57       | 11    | 1         |
| Inglaterra      | 1790            | 190  | 139          | 73,16%            | 170     | 5                  | 1              | 57       | 26    | 0         |
| Sudáfrica       | 1720            | 201  | 145          | 72,50%            | 125     | 12                 | 2              | 50       | 16    | 1         |
| Escocia         | 1407            | 167  | 128          | 77,58%            | 107     | 6                  | 0              | 46       | 11    | 2         |
| Gales           | 1413            | 168  | 129          | 77,25%            | 102     | 9                  | 2              | 49       | 10    | 1         |
| Irlanda         | 1322            | 164  | 127          | 78,40%            | 81      | 7                  | 1              | 45       | 9     | 2         |
| Argentina       | 1283            | 134  | 102          | 76,12%            | 128     | 12                 | 2              | 48       | 11    | 0         |
| Fiyi            | 844             | 98   | 71           | 73,20%            | 67      | 17                 | 1              | 37       | 6     | 1         |
| Samoa           | 804             | 94   | 60           | 63,83%            | 72      | 17                 | 4              | 36       | 2     | 0         |
| Japón           | 753             | 85   | 57           | 67,06%            | 74      | 5                  | 0              | 37       | 4     | 0         |
| Italia          | 741             | 83   | 62           | 76,54%            | 67      | 8                  | 1              | 35       | 3     | 2         |
| Canadá          | 541             | 58   | 35           | 60,34%            | 57      | 6                  | 4              | 32       | 8     | 0         |
| Tonga           | 568             | 66   | 44           | 66,67%            | 50      | 13                 | 4              | 33       | 1     | 0         |
| Estados Unidos  | 402             | 44   | 30           | 68,18%            | 41      | 8                  | 1              | 29       | 2     | 0         |
| Rumania         | 397             | 44   | 22           | 50,00%            | 47      | 12                 | 0              | 32       | 1     | 0         |
| Georgia         | 326             | 30   | 25           | 83,33%            | 41      | 10                 | 0              | 24       | 1     | 0         |
| Namibia         | 285             | 30   | 21           | 70,00%            | 27      | 15                 | 3              | 26       | 4     | 0         |
| Uruguay         | 253             | 27   | 19           | 73,08%            | 25      | 5                  | 2              | 19       | 1     | 1         |
| Portugal        | 102             | 12   | 9            | 75,00%            | 7       | 3                  | 1              | 8        | 1     | 0         |
| Zimbabue        | 84              | 11   | 5            | 45,45%            | 10      | 0                  | 0              | 6        | 0     | 0         |
| Rusia           | 76              | 9    | 5            | 55,56%            | 5       | 4                  | 0              | 8        | 2     | 0         |
| Costa de Marfil | 29              | 3    | 1            | 33,33%            | 4       | 0                  | 0              | 3        | 0     | 0         |
| Chile           | 27              | 4    | 2            | 50,00%            | 1       | 5                  | 0              | 4        | 0     | 0         |
| España          | 18              | 0    | 0            | 0,00%             | 6       | 0                  | 0              | 3        | 0     | 0         |

No hay registro en la página de la RWC de las tarjetas amarillas de los mundiales 87-91-95-99 y tampoco de las tarjetas rojas del mundial 2003, por lo que fueron contabilizadas como "0".
La discriminación de los trys de los trys-penal se hace a partir del mundial 2019, estando contabilizados en la cantidad total de trys pero no en las convenciones.

### Historial de victorias, empates y derrotas
| Selección       | Partidos jugados | Victorias | Empates | Derrotas |
| --------------- | ---------------- | --------- | ------- | -------- |
| Nueva Zelanda   | 63               | 54        | 0       | 9        |
| Australia       | 57               | 44        | 0       | 13       |
| Sudáfrica       | 50               | 42        | 0       | 8        |
| Inglaterra      | 57               | 42        | 0       | 15       |
| Francia         | 56               | 40        | 1       | 16       |
| Gales           | 49               | 30        | 0       | 19       |
| Irlanda         | 45               | 28        | 0       | 17       |
| Escocia         | 46               | 26        | 1       | 19       |
| Argentina       | 48               | 25        | 0       | 23       |
| Italia          | 35               | 15        | 0       | 20       |
| Samoa           | 36               | 14        | 0       | 22       |
| Fiyi            | 36               | 13        | 0       | 23       |
| Japón           | 37               | 10        | 2       | 25       |
| Tonga           | 33               | 9         | 0       | 24       |
| Canadá          | 32               | 7         | 2       | 23       |
| Rumania         | 32               | 6         | 0       | 26       |
| Georgia         | 24               | 5         | 1       | 18       |
| Uruguay         | 19               | 4         | 0       | 15       |
| Estados Unidos  | 29               | 3         | 0       | 26       |
| Portugal        | 8                | 1         | 1       | 6        |
| Namibia         | 26               | 0         | 0       | 26       |
| Rusia           | 8                | 0         | 0       | 8        |
| Zimbabue        | 6                | 0         | 0       | 6        |
| Costa de Marfil | 3                | 0         | 0       | 3        |
| España          | 3                | 0         | 0       | 3        |
| Chile           | 4                | 0         | 0       | 4        |

### Récords y estadísticas
El máximo anotador de puntos de la Copa del Mundo de Rugby es el jugador inglés Jonny Wilkinson. Diego Ormaechea es el jugador más viejo en disputar y en hacer un try en la Copa del Mundo. Grant Fox de Nueva Zelanda posee el récord del mayor número de puntos en una única edición con 126 puntos en 1987; Sam Whitelock, de Nueva Zelanda, es el jugador que más partidos ha disputado en el torneo con 26. Simon Culhane es el jugador que más puntos ha anotado (45) y el que más conversiones de try ha logrado (20) en un solo partido. Marc Ellis posee el récord de anotación de tries en un solo partido, anotando seis. El neozelandés Jonah Lomu y el sudafricano Bryan Habana son los máximos anotadores de tries en la historia de los mundiales, con un total de 15 cada uno. Lomu, Habana, Julian Savea y Will Jordan comparten la marca del mayor número de tries anotados en una sola edición, con 8 tries. El récord de mayor número de penales convertidos en un partido es de 8, y lo comparten Matt Burke, Gonzalo Quesada, Gavin Hastings y Thierry Lacroix. Quesada posee, además, el récord de mayor cantidad de penales convertidos en un solo torneo, con 31. El jugador sudafricano Jannie de Beer es quien más drops anotó en un solo partido, siendo 5 contra Inglaterra en el Mundial de 1999. El mayor número de puntos anotados en un partido lo ostentan los All Blacks en el partido disputado contra la selección de Japón en 1995 cuando anotaron 145 puntos.
A continuación se listan los jugadores con más puntos anotados en la Copa del Mundo. En cursiva se indican los jugadores que se mantienen activos a la fecha.
| Jugador         | Selección     | Puntos | Partidos |
| --------------- | ------------- | ------ | -------- |
| Jonny Wilkinson | Inglaterra    | 277    | 19       |
| Gavin Hastings  | Escocia       | 227    | 13       |
| Michael Lynagh  | Australia     | 195    | 15       |
| Handré Pollard  | Sudáfrica     | 195    | 17       |
| Dan Carter      | Nueva Zelanda | 191    | 15       |
| Grant Fox       | Nueva Zelanda | 170    | 10       |

### Mayores diferencias
| Selección     | Resultado | Selección | Edición                             |
| ------------- | --------- | --------- | ----------------------------------- |
| Australia     | 142-0     | Namibia   | Australia 2003                      |
| Nueva Zelanda | 145-17    | Japón     | Sudáfrica 1995                      |
| Inglaterra    | 111-13    | Uruguay   | Australia 2003                      |
| Nueva Zelanda | 101-3     | Italia    | Reino Unido, Irlanda y Francia 1999 |
| Francia       | 96-0      | Namibia   | Francia 2023                        |
| Nueva Zelanda | 108-13    | Portugal  | Francia, Gales y Escocia 2007       |

### Entrenadores
Todos los entrenadores que han ganado algún campeonato han sido de la misma nacionalidad de las selecciones que dirigieron. Ningún entrenador obtuvo el campeonato dos veces ni ninguno lo ganó como jugador y como entrenador, pero el francés Marc Lièvremont disputó una final como jugador en 1999 y otra como entrenador en 2011, perdió ambas.